# Публій Петроній Турпіліан (консул 61 року)
Публій Петроній Турпіліан (лат. Publius Petronius Turpilianus; між 18 та 25 — 68) — державний та військовий діяч Римської імперії, консул 61 року.

## Життєпис
Походив з роду нобілів Петроніїв. Син Публія Петронія, консула-суффекта 19 року, та Плавтії. Про молоді роки мало відомостей. Завдяки родинним зв'язкам зробив гарну кар'єру. 
У 61 році його було обрано ординарним консулом разом з Луцієм Юнієм Цезеннієм Петом. У червні його змінив консул-суффект Гней Педаній Фуск Салінатор.
З 61 до 63 року як імператорський легат-пропретор керував римською провінцією Британія. Завершив придушення залишків повсталих загонів після загибелі Боудіки. Своєї м'якою позицією до бритських племен зумів заспокоїти провінцію. У 63 році його було призначено одним з кураторів акведуків, відповідальним за водопостачання Рима.
У 65 році, під час змови Гая Кальпурнія Пізона, зберіг вірність імператорові Нерону. За це останній надав Петронію тріумфальні значки. У 68 році очолив армію для придушення повстання Гальби проти Нерона. Під час походу прийшла звістка проти загибель Нерона, тому війська перейшли на бік супротивника, а Гальба наказав Петронію накласти на себе руки.